# Pradakshina

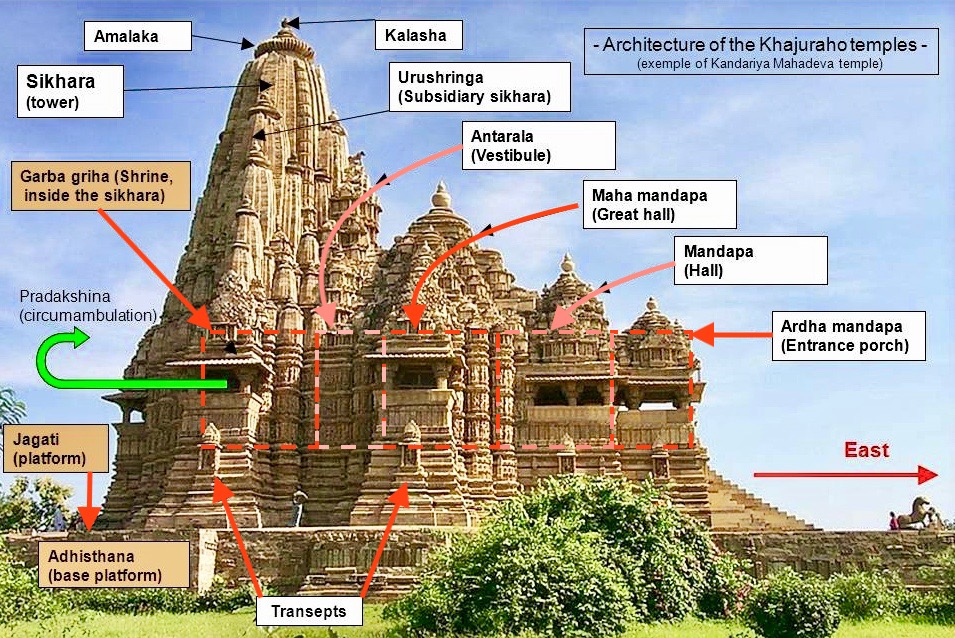
Kandariya-Mahadeva-Tempel in Khajuraho

Pradakshina (Sanskrit: प्रदक्षिण pradakṣiṇa-, n, „Zukehren der rechten Seite, Umwandeln von links nach rechts“ von दक्षिण dakṣiṇa- „rechts“), auch parikrama, tibetisch kora (སྐོར་ར, Wylie: skor ra), bezeichnet die in Indien, Sri Lanka, Nepal und in Tibet seit Jahrtausenden praktizierte rituelle Umschreitung eines Heiligtums (Baum, Lingam-Stein, Stupa, Kultbild, Garbhagriha, Tempel, Berg, See etc.). Das pradakshina ist ein wesentliches Element der buddhistischen und hinduistischen Religionsausübung. In geringerem Maße praktizieren auch die Jains diese Form der Verehrung oder Ehrerweisung.

## Ursprung
Der Ursprung des pradakshina verliert sich im Dunkel der Geschichte. Man vermutet, dass – lange vor der Errichtung von Tempeln – Baumheiligtümer, Quellen, Feuerstellen und markante Felsen oder Steine die ersten Objekte kultischer Verehrung waren – in ihnen wohnten Naturgeister und Nymphen (yakshis). Vor allem immergrüne Bäume (Pappel-Feige oder Banyan-Feige) spielen auch heute noch in den ländlichen Regionen eine gewisse Rolle im religiösen Leben der Bevölkerung – sie werden mit Blumengirlanden und farbigen Papierstreifen geschmückt und Räucherstäbchen werden zu ihren Füßen angezündet. Zur Verehrungszeremonie gehört auch das Besprühen mit Wasser und die Umschreitung des Stammes oder des Areals der Baumkrone.
Warum die Umschreitung des Heiligtums immer im Uhrzeigersinn erfolgt, ist letztlich eine ungeklärte Frage. Bei der Umschreitung im Uhrzeigersinn liegt das Objekt der Verehrung jedenfalls zur rechten Hand, die als „rein“ gilt. Die linke („unreine“) Seite wird mit magischen Praktiken assoziiert. Anhänger der vorbuddhistischen Bön-Religion in Tibet umschritten das Heiligtum gegen den Uhrzeigersinn. 

## Buddhismus

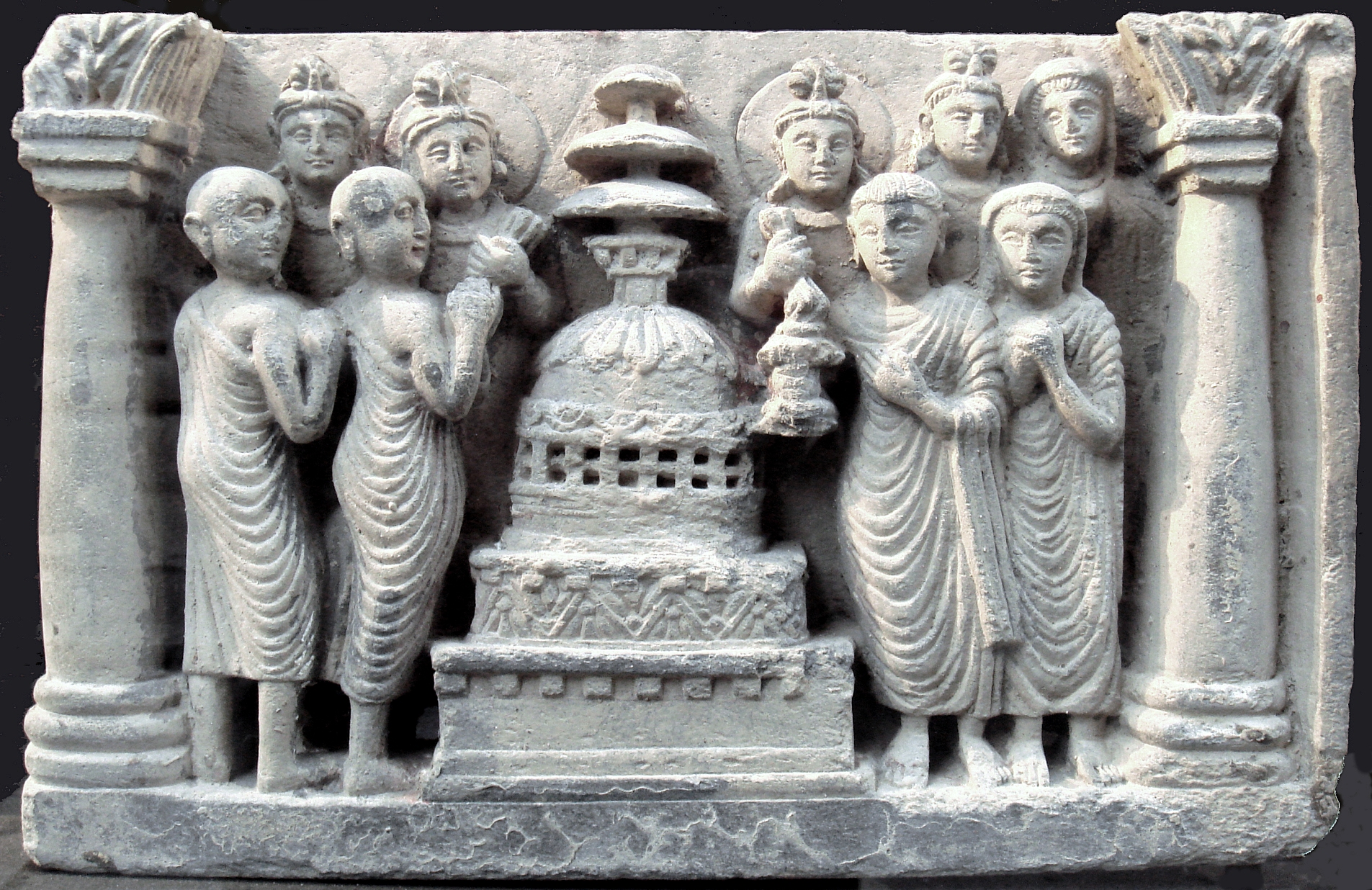
Ein Relief aus Gandhara zeigt buddhistische Mönche bei der Umwandlung eines Stupa in einer Chaitya-Halle.

In ausgereifter Form begegnet einem das pradakshina erstmals im Buddhismus, wo architektonische Elemente und skulpturale Darstellungen von dieser Form der kultischen Verehrung Zeugnis ablegen. So verfügen zwei der drei großen Stupas von Sanchi (Madhya Pradesh) oder der Stupa von Bodnath (Nepal) sowohl über ebenerdige als auch über erhöhte Umwandlungspfade (pradakshinapathas).
Die innerhalb der Chaitya-Hallen der buddhistischen Höhlenklöster befindlichen Stupas wurden ebenfalls umschritten, wobei die nahe Umschreitung (mit Berührung des Stupa, später auch des Buddha-Bildnisses) möglicherweise nur den Mönchen vorbehalten war, während das distanzierte pradakshina im äußeren Wandelgang ('Seitenschiff') wohl in erster Linie für die einfache Bevölkerung (Pilger, Laien) gedacht war.
Im tibetischen Buddhismus heißt die rituelle Umrundung kora. Hier finden sich neben dem eher beiläufigen Drehen der Gebetsmühlen mitunter auch extreme Praktiken. So umrunden viele Tibeter einen Tempel bzw. einen Stupa und letztlich sogar den Berg Kailash, indem sie sich immer wieder zu Boden werfen und auf diese Weise den gesamten Weg mit ihrem Körper ausmessen, weshalb sie nur äußerst langsam und mühevoll vorwärtskommen. Innerhalb der Tempel befinden sich die meist sehr großen Buddha-Figuren im Regelfall an der Rückwand (selten auch an den Seitenwänden) und können somit – anders als die Stupas – nicht umschritten werden.

## Hinduismus

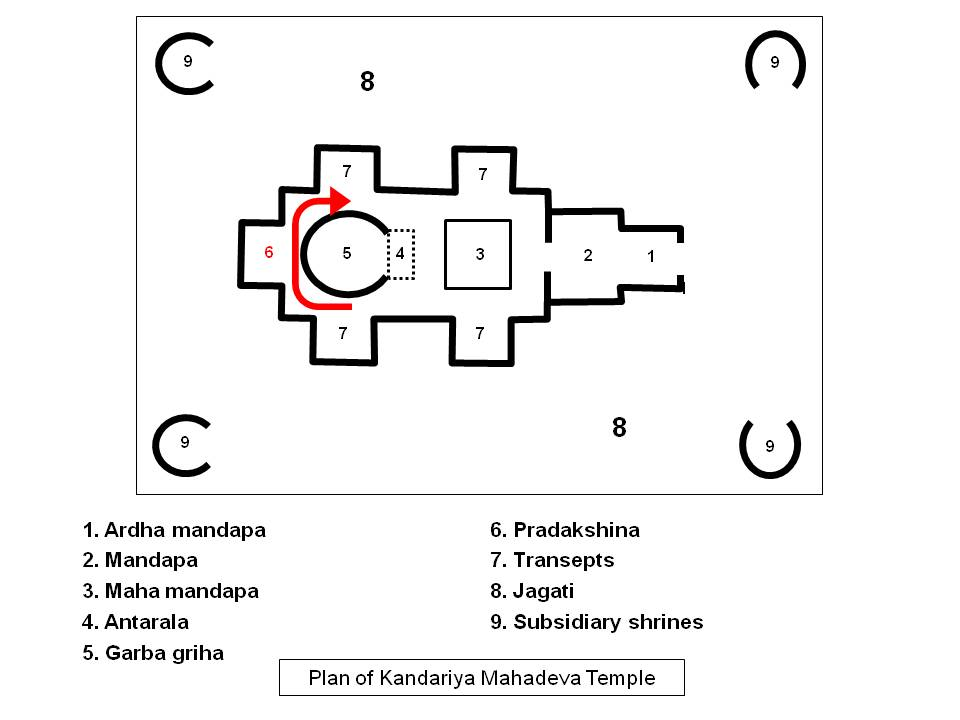
Grundrissskizze der pradakshina beim Kandariya-Mahadeva-Tempel in Khajuraho

Anders als der Buddhismus kennt der Hinduismus eine Fülle religiöser (Opfer-)Praktiken, so dass der rituellen Umschreitung keine zentrale Bedeutung zukommt. Doch bereits bei frühen freistehenden Tempeln (Gupta-Tempel) deutet das Vorhandensein von erhöhten Plattformen (jagatis) auf den Wunsch der Gläubigen nach der gewohnten Umschreitung des Heiligtums hin. Viele spätere Tempel verfügen ebenfalls über derartige Plattformen; bei einigen Bauten ist eine pradakshina allerdings durch die Lage an einem Flussufer oder an einer Felswand von vornherein ausgeschlossen (z. B. Maladevi-Tempel in Gyaraspur). Bei den architektonisch ausgereiften Konstruktionen der Blütezeit des indischen Tempelbaus (10.–12. Jahrhundert) existieren sogar drei Möglichkeiten zur Praktizierung der pradakshina: die nahe Umschreitung der Cella (garbhagriha) innerhalb des Tempelgebäudes, die distanzierte Umschreitung auf der äußeren Plattform (jagati) sowie die ebenerdige Umschreitung des gesamten Tempels.

## Jainismus
Im Jainismus spielt das pradakshina kaum eine Rolle, denn Jainas gehören eher einer gebildeten Bevölkerungsgruppe an, die einen eher intellektuellen Zugang zur Sphäre des Religiösen hat. Darüber hinaus befinden sich in vielen Jain-Tempeln die Kultbilder der Tirthankaras aufgereiht in Wandnischen, was eine Umschreitung von vornherein unmöglich macht; außerdem verfügen die Tempelbauten der Jainas im Allgemeinen nicht über jagati-Plattformen.

## Legende
Eines Tages forderte Shiva seine beiden Söhne Karttikeya (auch: Shanmugam) und Ganesh (auch: Ganapati oder Vinayaka) auf, das Universum zu umkreisen um dieses besser kennenzulernen. Während Karttikeya auf seinem Reittier (vahana), dem Pfau (mayura), fortstürmte, blieb Ganesh, der als träge und unbeweglich galt und dessen Reittier üblicherweise die Maus oder Ratte (mūṣaka) ist, lange Zeit sitzen... Dann stand er auf und umkreiste seinen Vater; dieses Verhalten erklärte er mit den Worten: „Weil die ganze Welt in Dir ist, habe ich die ganze Welt umkreist.“